# Історична школа права
Істори́чна шко́ла пра́ва — напрям у правовій думці, що виник наприкінці XVIII ст. в Німеччині. У першій половині XIX століття цей напрям набуває широкої популярності і впливу. В центрі уваги представників цього напряму було питання про виникнення та історичний розвиток права. Засновником історичної школи права є Густав Гуго (1764–1844) — професор Ґетінгенського університету. Його основною працею є «Підручник природного права, як філософії позитивного права, а особливо — приватного права». Послідовником і продовжувачем його був Фрідріх-Карл фон Савін'ї (1779–1861), головними працями якого є: «Право володіння» та шеститомна «Система сучасного римського права». Останнім, найбільш яскравим представником цього напряму є Георг Фрідріх Пухта (1798–1846). Його головні праці: «Звичаєве право» та «Курс інституцій».
Представники цього напряму вважали, що для правильного розуміння і розвитку державно-правових явищ визначальне значення має вивчення та осмислення їхнього історичного розвитку. В центрі уваги історичної школи права, яка виникла і розвивалася, як своєрідна реакція на Велику французьку революцію, були проблеми історії, традицій і, головне, саме поняття народу. Базовим було поняття народу та народного духу, або духу історії. У розумінні представників історичної школи права, народ — це єдність окремих осіб, яка базується на органічних зв'язках між станами та групами суспільства. Дух народу виростає з традиції і виробляється упродовж віків. Саме тому він є визначальним у правотворчих процесах. З поняттям народу тісно пов'язаний антиіндивідуалізм, характерний для представників цього напряму правової думки. Спершу в історії формувався народ і тільки згодом на його основі витворювалися стани та права особи. Людина є «продуктом» середовища, тієї цілості, яка витворила і охоплює його, тобто народу.

## Представники школи
- Густав Гуго (1764–1844)
- Фрідріх Карл фон Савіньї (1779–1861)
- Ф. Ю. Штоль
- Георг Фрідріх Пухта (1798–1846)
- Карл Фрідрих Эйхгорн

## Вчення Густава Гуго
Основою концепції представників історичної школи права було твердження про зумовленість позитивного права низкою об'єктивних факторів. Позитивне право не є якоюсь виключно теоретичною конструкцією, що твориться у процесі правотворчої діяльності законодавчих органів. Право, яке діє у суспільстві, — це не тільки сукупність приписів уповноважених на те органів держави. Право як публічне, так і приватне, складається саме собою, воно витворюється суспільним розвитком, як мова та звичаї. Гуго, порівнюючи право з мовою, підкреслював, що воно, так само, як і мова, не встановлюється договором, не запроваджується за чиєюсь вольовою вказівкою і не дане Богом. Вчений порівнював утворення права з утворенням правил гри. Він зазначав, що здебільшого в іграх правила складаються незалежно від згоди гравців. Вони утворюються з плином часу в результаті однакового вирішення спірних питань, що виникають.
І тільки поступово, внаслідок практики, що склалася, встановлюються тверді правила. Право твориться не тільки або навіть не стільки завдяки законодавству, скільки шляхом самостійного розвитку, через стихійне утворення відповідних норм спілкування, які добровільно приймаються народом. Народний дух, свідомість народу є тими факторами, які визначають розвиток права. Ці норми є адекватні обставинам життя народу. І тому закони тільки доповнюють, конкретизують позитивне право, а не творять його. Позитивне право є похідним від звичаєвого права, яке зумовлюється, витворюється «національним духом», «народною свідомістю». Г.Гуго зазначав, що юридичні норми та інститути витворюються і розвиваються у процесі розвитку суспільства в цілому. Цей розвиток сам по собі приводить до змін, що відповідають потребам часу, зміні суспільно-політичної ситуації.
Гуго підкреслював: те, що приписує закон, не завжди збігається з тим, що відбувається на практиці, і такий стан він вважав нормальним, оскільки багато хто не читав і не знає змісту закону, проте фактичний стан речей добре знайомий кожному. З уваги на це вчений схвалює будь-який стан речей, що фактично існує. По суті, його позицію можна охарактеризувати, перефразовуючи слова Геґеля так: «Усе, що існує, законне, оскільки воно існує».

## ВченняФрідріха Карла фон Савіньї
Інший представник історичної школи права — Ф. К. фон Савіньї підкреслював, що право — це витвір народного духу, невід'ємний елемент цілісної культури народу і так само, як культура, не може встановлюватися свавільними бажаннями окремих індивідів або груп осіб. Право формується у процесі спільного життя всіх людей, які становлять народ. Об'єднуючим фактором, що творить з певної кількості індивідів народ, є спільна правосвідомість і суспільна за своєю суттю діяльність. Як невід'ємна частина народної культури право перебуває у такому ж стані, як і вона, на одному рівні з нею і може бути осмислене тільки в її межах. Право розвивається і змінюється разом з рухом, розвитком національного духу. Еволюція права — це завжди органічний процес у тому розумінні, що вона подібна до розвитку організму із зародку. Уся історія права — це повільне, плавне розкриття тієї субстанції, носієм якої споконвіку засадничо є народний дух, або дух народу. Стверджуючи це, Савіньї разом з тим не заперечує ролі і значення юристів у розробці права.
Він поділяє історичний розвиток права на два етапи, або на дві головні стадії: стадію «природного» права та стадію «вченого» права. На першій стадії право витворюється безпосередньо у свідомості народу і виявляється як звичаєве право. На другій стадії воно витворюється юристами вченими, які виступають як представники народу, виразники народної правосвідомості. На цій стадії право існує у двох аспектах: з одного боку, як частина життя народу, з іншого — як особлива наука, якою займаються юристи, тобто у праві виявляється юридично-технічний елемент. Наступним етапом у розвитку права Савіньї визнає кодифікацію. Але на всіх етапах свого розвитку право не втрачає зв'язку зі своєю основою — загальним духом народу.

## Погляди Георга Фрідріха Пухта
Г.Пухта підкреслював необґрунтованість спроб нав'язати суспільству ті чи інші не пов'язані з життям народу, його історією правові моделі, які тому й не мають шансів бути сприйнятими суспільством. Як елемент цілісної культури народу право наділене органічністю, яка виявляється, окрім іншого, у збігу стадій і ритмів розвитку права з розвитком еволюції народного життя. Пухта писав: «Цією органічною властивістю право наділене також і у своєму поступальному розвитку; органічною є і спадковість правових інститутів. Виразити це можна однією фразою: право має історію».
Представники історичної школи права вважали, що призначенням діючих у суспільстві юридичних інститутів є закріплення реально існуючого порядку таким, яким він є. Позитивні закони не можуть боротися зі злом, яке трапляється в житті. Іноді вони можуть сприяти впорядкуванню звичаєвого права і політичної структури, які формуються природно-історично під впливом тих перетворень, що відбуваються з народним духом. Законодавець, отже, повинен прагнути максимально точно виразити «загальне переконання нації», закріпити його у правових нормах.
Пухта підкреслював, що право — це продукт народного духу і своєрідність, специфічні особливості того чи іншого права, зумовлені особливостями народу. Більше того, він вважав, що воля окремої людини не відіграє у праві жодної ролі. Право складається за волею історичної необхідності, або, іншими словами, за волею історії. Право — це результат тих обставин, які історично склалися у суспільстві. «Право, — писав вчений, — це вираз загальної волі всіх учасників правового спілкування». Водночас він зазначав, що свобода є основним поняттям права. Хоча ще раз треба підкреслити, що для історичної школи в цілому характерний антиіндивідуалізм. Оголошуючи право продуктом національного духу певного народу, представники історичної школи права разом з тим не заперечували існування загальних засад та принципів права, які мають наднаціональний характер. Зокрема, Пухта зазначав, що у праві, поряд з національними, існують певні «загальні» засади, які дають змогу одному народові впливати на інший і запозичувати чуже право як основу для розвитку власного. Цим пояснюється рецепція римського права в країнах Західної Європи.
Подібно до права представниками історичної школи розглядалася також держава. Держава створена тією ж силою, що і право. Її основою також є народний дух. «Дух народу творить державу, як і право», — писав Пухта. Розвиток держави відбувається так само органічно, як і розвиток права.
Містика народного духу, яку пропонували в юриспруденції представники історичної школи права, знайшла мало прихильників. Проте у філософсько-юридичній концепції історичної школи права важливе теоретичне значення мала критика її представниками метафізичності раціоналізму природничо-правових доктрин з притаманним їм принципом вічних, нерухомих і незмінних прав. Історична школа відкинула поклоніння перед такими абстракціями просвітництва, як розум, особа, природа чи природне право. На наступних етапах розвитку правових учень значну роль відіграла ідея історичної школи, яка полягає у трактуванні правових інститутів як особливих соціальних явищ, які історично закономірно виникають, функціонують і розвиваються в єдиному процесі життя народу.

## Співпраця дослідників
Представники історичної школи права почали плідну спробу, по-перше, перевершити розуміння права як довільної людської вигадки, дати його трактування як закономірного історичного продукту громадського життя. Вперше було обґрунтовано значення звичаєвого права в історичному процесі нормотворчості, вплив звичаїв народу на законодавство. Вірним був висновок про те, що право в цілому створюється не теоретичною творчістю, а об'єктивним процесом життя народу.
По-друге, ними вірно помічена слабкість природно-правової доктрини з її уявленням про вічність і незмінність права. Право і держава — результат буття конкретних народів, що залежать від ряду факторів (кліматичних, етнічних, політичних та ін.). Законодавство кожного народу повинне відповідати умовам його життя, а не абстрактним уявленням про людину взагалі. По-третє, будучи прибічниками ідеї органічного розвитку права, Савіньї, Пухта визнавали проте і суб´єктивні фактори в процесі право-утворення. Вони вважали, що правознавство служить для народу наукою пізнання права, інтересам його розвитку, цінували діяльність правознавців з пояснення рецепції римського права. Пухта говорив про римське право як всесвітнє право, здатне уживатися з будь-якими національними особливостями, про взаємний вплив правових систем різних народів.

## Значення історичної школи права
Історична школа поставила питання про можливість наступності сучасного права і права попередніх епох. Юристи в практиці цю наступність повинні враховувати. Під впливом історичної школи юристи перестали сприймати природне право як універсальний зразок. Під впливом історичної школи багато юристів стали схилятися до історичних поглядам. Вони не поспішали переробляти систему в дусі природно-правових цінностей.
Російська кодифікація саме йшла під впливом історичної школи права. Відмова Миколи I від нового кодексу і систематизація вже сформованого законодавства. Під впливом історичної школи у юристів з'явився інтерес до вивчення старого права. У результаті стало складатися право як окрема наука. Закономірний розвиток права. Кожен етап народного духу пов'язаний з попереднім, тому формування права є органічним процесом, через вивчення якого можна зрозуміти особливості народної правосвідомості.